# Yoon Jun-sung
Đây là một tên người Triều Tiên, họ là Yoon.
Yoon Jun-sung (tiếng Hàn: 윤준성; sinh ngày 28 tháng 9 năm 1989) là một cầu thủ bóng đá Hàn Quốc thi đấu ở vị trí hậu vệ cho Daejeon Citizen.

## Sự nghiệp
Yoon được lựa chọn bởi Pohang Steelers năm đợt tuyển quân K League 2012.
Anh chuyển đến Daejeon Citizen vào tháng 1 năm 2015.